# Mathieu-André Reichert
Mathieu-André Reichert   (Maastricht, 1830 - Rio de Janeiro, 15 de març de 1880) fou un flautista i compositor d'origen belga.
Estudià en el Conservatori de Brussel·les, i als pocs mesos havia fet tants progressos, que no tardaren en concedir-li el primer premi. Visità les principals ciutats d'Europa, despertant arreu un gran entusiasme, però, desgraciadament, les seves males costums el perjudicaren molt en la seva carrera i per espai de molts anys visqué en la misèria. Després va fer un viatge a Amèrica, on renovà els seu antics triomfs.
Reichert va escriure diverses notables composicions per a flauta molt difícil d'executar-se.